# Суека
Суека (шп. Sueca) град је у Шпанији у аутономној заједници Валенсијанска Заједница у покрајини Валенсија. Према процени из 2017. у граду је живело 28 090 становника.

## Становништво
Према процени, у граду је 2017. живело 28 090 становника.
| 2017.  |
| ------ |
| 28.090 |

## Партнерски градови
- Евре
- Palafrugell